# Éric Merlen
Éric Merlen, est un journaliste français né en 1958.

## Biographie
Éric Merlen a été journaliste à Libération (1990-1991) puis à L'Événement du jeudi (depuis 1992). Il collabore également au Canard enchaîné depuis 1989. Il est directeur de collection chez Didier Richard (depuis 1992) et rapporteur à l’Observatoire géopolitique de la drogue. 
Il a publié une quinzaine d’ouvrages depuis 1979. Il a reçu en 2000 le prix du meilleur documentaire de l’année, remis par le Sénat, pour le film Commis d’office (Canal+, AMIP), coécrit avec Frédéric Compain. 
En mars 2003, il présente Imad Lahoud au journaliste Denis Robert, qui lui confiera les fichiers Clearstream (Voir affaire Clearstream 2).

## Ouvrages
- Trafic de drogue... Trafic d'états (Fayard, 2002), écrit avec Frédéric Ploquin
- Contribuables vous êtes cernés (Le Seuil, 2000), écrit avec Frédéric Ploquin
- Le Fisc, dernière forteresse de la République (Le Seuil, 2000), écrit avec Frédéric Ploquin
- La Commissaire et le Corbeau (Le Seuil, 1998), écrit avec Frédéric Ploquin (à propos de Brigitte Henri, la commissaire des RG qui enquêtait sur le financement illégal du RPR)